# Площадь Клиши
Площадь Клиши (фр. Place de Clichy) — площадь на севере Парижа, у подножия Монмартра. Находится на месте заставы Клиши — таможенных ворот Стены генеральных откупщиков, построенной для взимания пошлин с ввозимых товаров. Здание заставы, простоявшее до 1860 года, перед сносом имело вид изящного павильона в стиле ампир.
Когда в 1814 году русские и союзные им войска подошли к Парижу, едва ли не самые напряжённые события штурма города развернулись на заставе Клиши. Здесь обороной руководил маршал Монсей, знаменитый своей безупречной честностью ветеран. Под его началом сражались не только солдаты, но также национальные гвардейцы во главе с полковником Жан-Батистом Клодом Одио, основателем существующего до сих пор ювелирного дома. Несмотря на превосходство в количестве войск, наступающие не продвинулись здесь ни на шаг. Позже Одио заказал художнику Орасу Верне большую картину, посвящённую обороне заставы Клиши, на которой художник изобразил его пешим рядом с конным маршалом Монсеем.
Несмотря на то, что Париж был взят, действия Монсея произвели на французов большое впечатление. Ещё больше его репутация укрепилась, когда после возвращения на трон династии Бурбонов, Монсей проголосовал в палате пэров против смертной казни для преданного сторонника Наполеона маршала Нея, за что был даже ненадолго заключён в тюрьму. В результате современную площадь Клиши украшает памятник маршалу Монсею, созданный в 1864 году скульптором Дулемаром и архитектором Гийомом.
На площади находится пересадочный узел метро Плас де Клиши (линии 2 и 13), остановки семи автобусных маршрутов и четырёх маршрутов ночных автобусов, а также стоянка такси. В 2008—2010 годах площадь была благоустроена, появились пешеходная зона и велодорожки, были посажены новые деревья.

## Площадь в живописи
В конце XIX — начале XX веков площадь, в силу своей близости к Монмартру, неоднократно попадала на полотна импрессионистов — в частности, Поля Синьяка и Эдуара Мане.

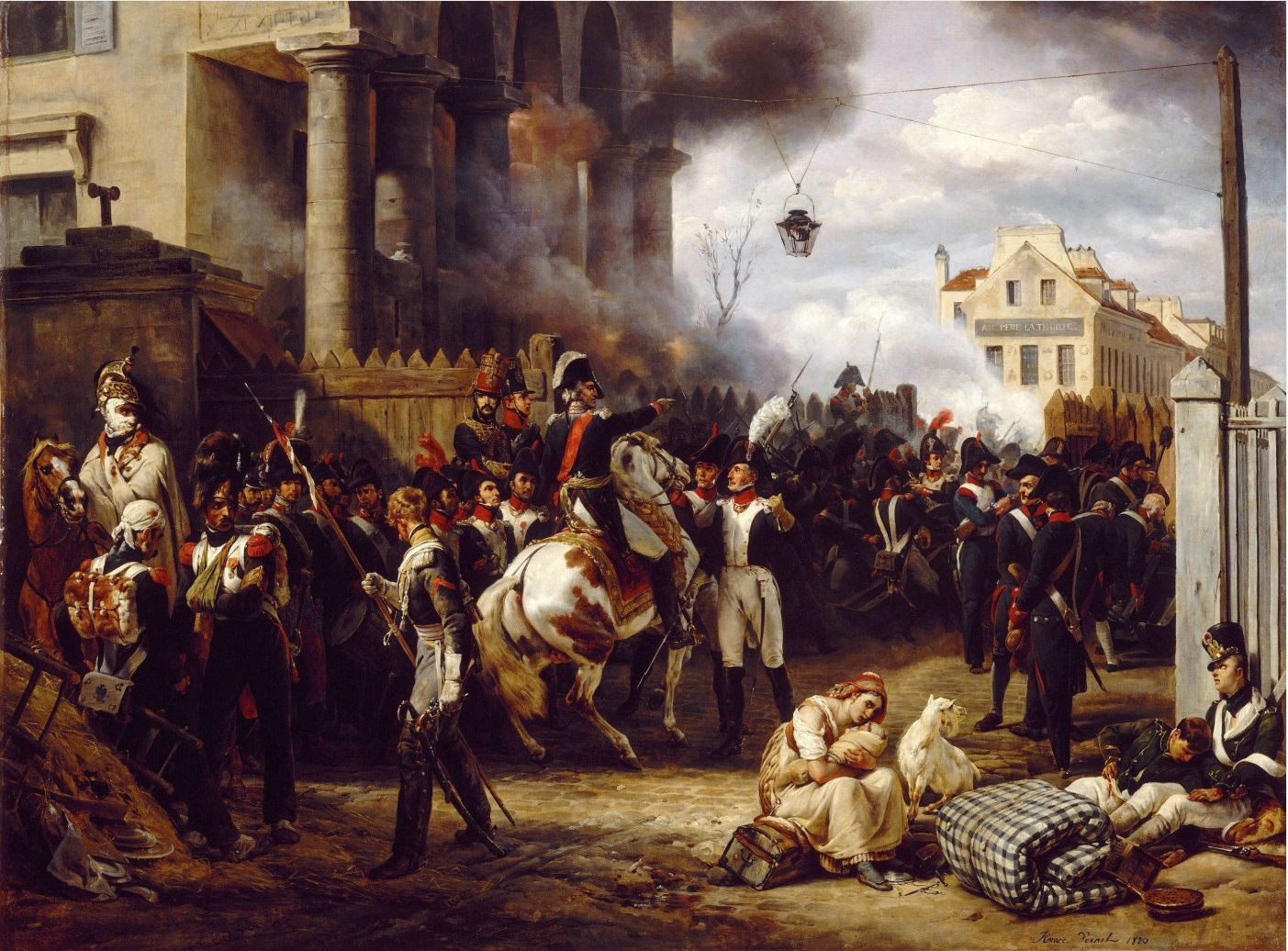
Орас Верне. Оборона заставы Клиши. В центре маршал Монсей на коне отдаёт приказание полковнику Одио, заказчику картины.
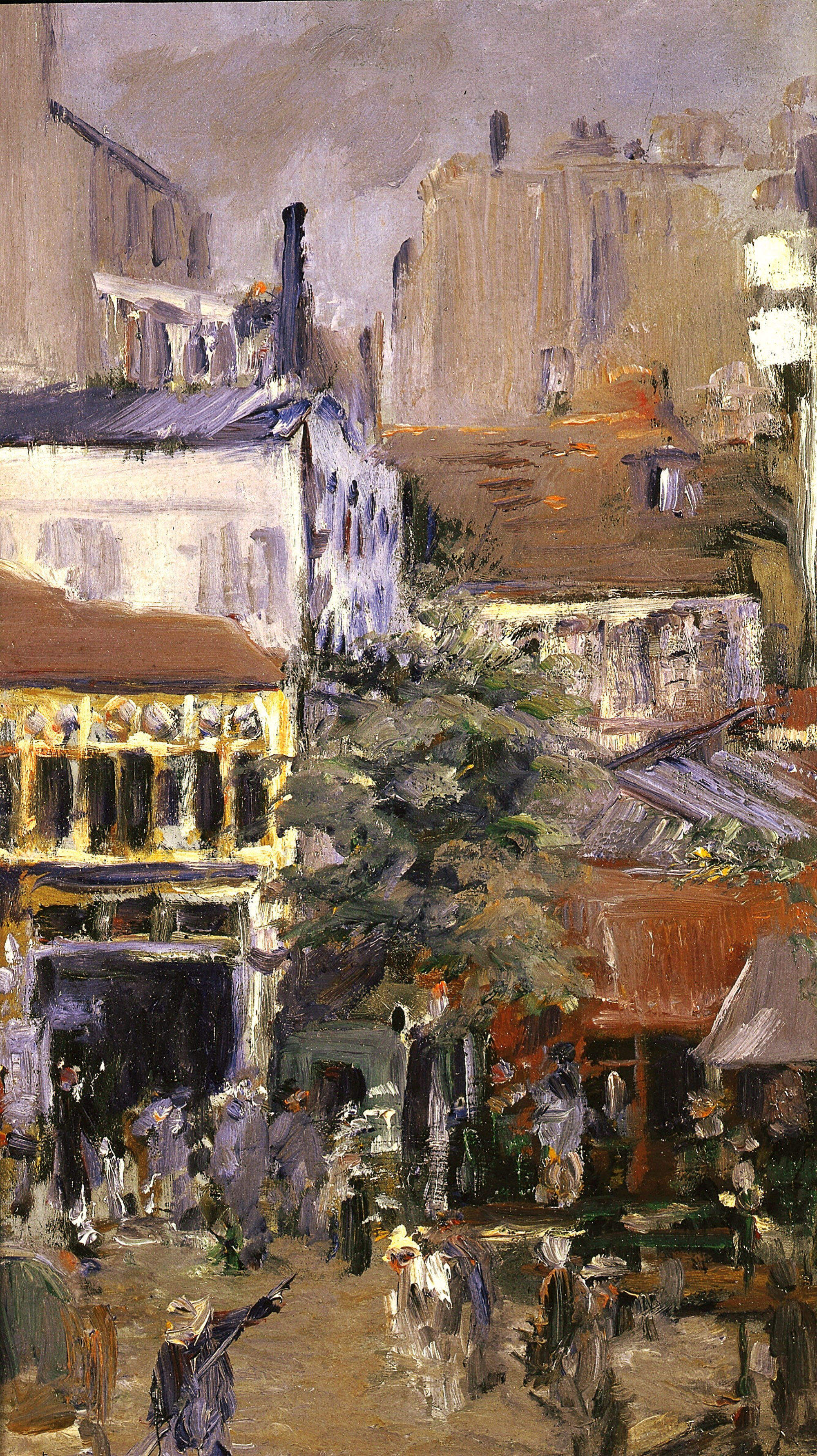
Эдуар Мане. Площадь Клиши
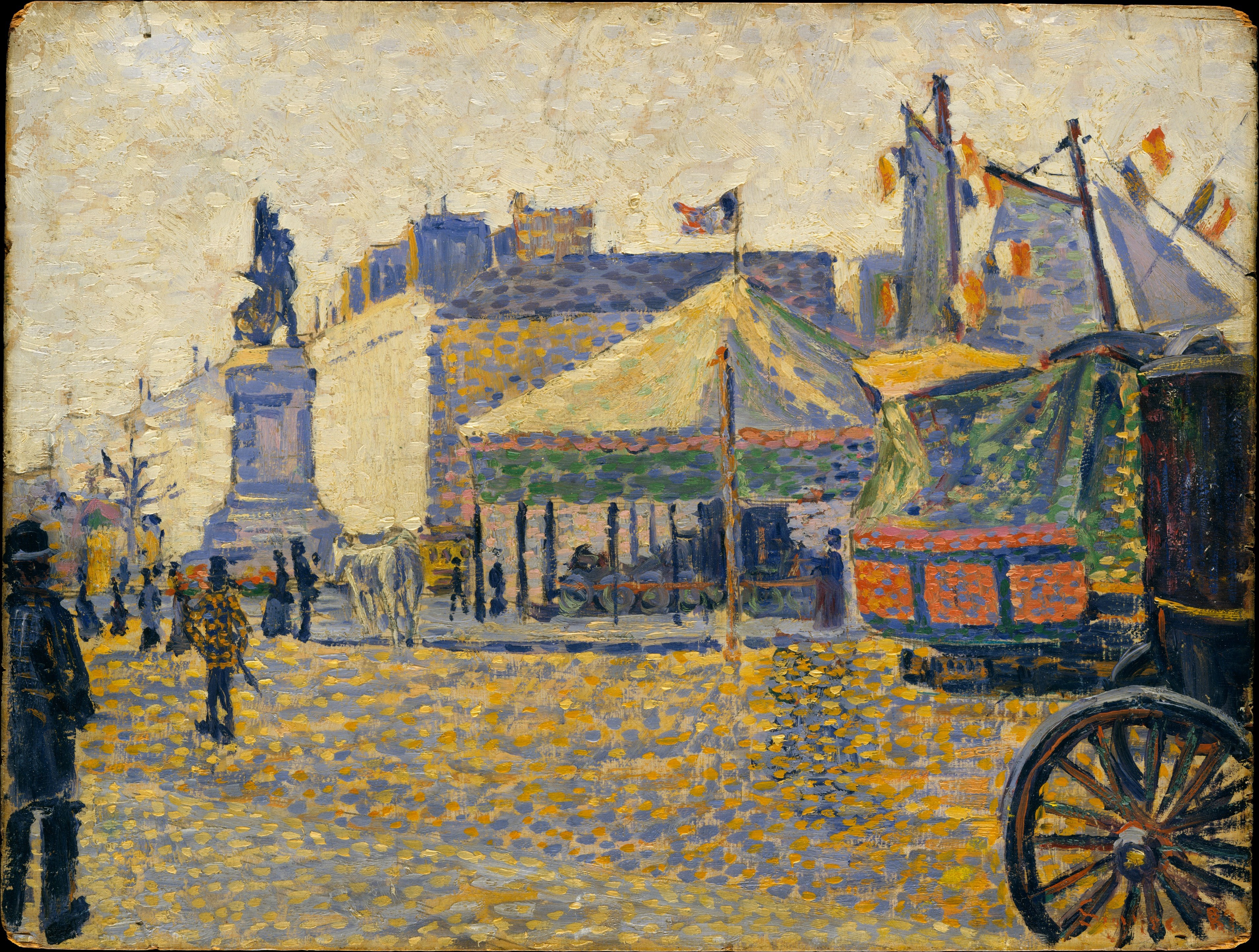
Поль Синьяк. Площадь Клиши